# Abhyantara bahya stambha vritti
Abhyantara bahya stambha vritti is een pranayama (ademhalingstechniek) in yoga, waarbij er sprake is van een verlengde ademhaling in vier fasen. Pranayama's hebben in yoga een tweeledig nut: de toevoer van zuurstof naar de hersenen en het voorzien van het lichaam van prana, ofwel levensenergie.
Abhyantara bahya stambha vritti is een combinatie van de pranayama's sama vritti, visama vritti en stambha vritti, ademhalingen die allemaal variëren met het ritme en de duur van de adembeweging. Bij deze pranayama wordt zo langzaam en rustig mogelijk ingeademd, vervolgens wordt de adem zo lang mogelijk vastgehouden als dat het goed voelt (kumbhaka) en dan wordt er zo langzaam en rustig mogelijk uitgeademd. Hierop volgt weer een kumbhaka. Deze vier stadia worden drie tot twaalf keer achter elkaar herhaald.
Iemand die kwakkelt met de gezondheid moet voorzichtig zijn met alle pranayama's waar kumbhaka bij wordt toegepast.
volledige ademhaling · middenrifademhaling · flankademhaling · sleutelbeenademhaling · mondademhaling · neusademhaling

abhyantara bahya stambha vritti · activerende ademhaling · agni prasana · anuloma · anuloma viloma · bhastrika · brahmari · chandra bhedana · chatur mukhi · dirgha sukshma · kapalabhati · kevala kumbhaka · kumbhaka · murcha · nadi sodhana · ohm sahita rechaka · plavini · prachhardana · prana apana samyukta · pratiloma · sahita kumbhaka · sama vritti · samanu · sapta vyahrita · sargarbha sahita kumbhaka · sarva dwara baddha · sithali · sitkari · stambha vritti · sukha purvaka · suksama shwasa prashwasa · surya bhedana · tri bandha kumbhaka · ujjayi · vaya viya kumbhaka · viloma · visama vritti